# デーキン反応
デーキン反応（—はんのう、Dakin reaction）とは、有機化学における合成反応の一種で、フェノール類の芳香環上に置換したアルデヒド基（またはケト基）が、塩基の存在下に過酸化水素と作用して 2価のフェノール類とカルボン酸を与える反応である。デーキン酸化とも呼ばれる。
この反応ではまず、過酸化水素から発生するヒドロペルオキシドアニオン (HOO−) がカルボニル基の炭素に求核的に付加する。そうして生成する中間体 (Ar-C(O−)(OOH)R) の上でアリール基（Ar、芳香環）の転位が起こり、いったんエステル (ArOC(=O)R) が生じる。これが加水分解を受けて生成物となる。
デーキン反応の反応式や機構は、酸化剤として過カルボン酸を用いるバイヤー・ビリガー酸化に似る。
デーキン反応は、1909年、イギリスの化学者、ヘンリー・D・デーキンにより最初に報告された。デーキンの名が残る人名反応としてはほかに、アミノ酸とカルボン酸無水物からα-アミドケトンを得るデーキン・ウェスト反応が知られる。